# Secotium himalaicum
Secotium himalaicum är en svampart som beskrevs av M. Zang & Yoshim. Doi 1995. Secotium himalaicum ingår i släktet Secotium och familjen Agaricaceae.   Inga underarter finns listade i Catalogue of Life.